# Ulmen (miasto)
Ulmen – miasto w Niemczech, w kraju związkowym Nadrenia-Palatynat, w powiecie Cochem-Zell, siedziba gminy związkowej Ulmen.